# Love Letter (album d'Ai Ōtsuka)
Pour les articles homonymes, voir Love Letter.
Albums de Ai Ōtsuka
Love Piece
(2007) Love Fantastic
(2014)
Singles
Love Letter est le 5e album de Ai Ōtsuka, sorti sous le label Avex Trax le 17 décembre 2008 au Japon. Il atteint la 3e place du classement de l'Oricon. Il se vend à 104 232 exemplaires la première semaine, et reste classé pendant 16 semaines, pour un total de 179 670 exemplaires vendus. Il sort en format CD, CD+DVD.

## Liste des titres
| 1.  | Love Letter                          | 3:18 |
| 2.  | Rocket Sneaker (ロケットスニーカー)  | 4:02 |
| 3.  | Bye Bye (バイバイ)                   | 4:29 |
| 4.  | Kurage, Nagareboshi (クラゲ、流れ星) | 4:58 |
| 5.  | Ningyô (人形)                        | 3:19 |
| 6.  | Kimi Fechi (君フェチ)                | 4:19 |
| 7.  | Creamy & Spicy                       | 3:43 |
| 8.  | Do☆Positive (ド☆ポジティヴ)          | 3:39 |
| 9.  | 360°                                 | 4:51 |
| 10. | Shachihata (シャチハタ)              | 3:59 |
| 11. | One×Time                             | 4:11 |
| 12. | Pocket (ポケット)                    | 4:52 |
| 13. | Ai (愛)                              | 6:28 |

| 1. | Rocket Sneaker (ロケットスニーカー)                               |  |
| 2. | Kurage, Nagareboshi (クラゲ、流れ星)                              |  |
| 3. | Do☆Positive (ド☆ポジティヴ)                                       |  |
| 4. | 360°                                                              |  |
| 5. | Pocket (ポケット)                                                 |  |
| 6. | Ai (愛)                                                           |  |
| 7. | Ai ~a cappella version~ (Bonus Movie) (愛 〜a cappella version〜) |  |